# Hammerschlösschen

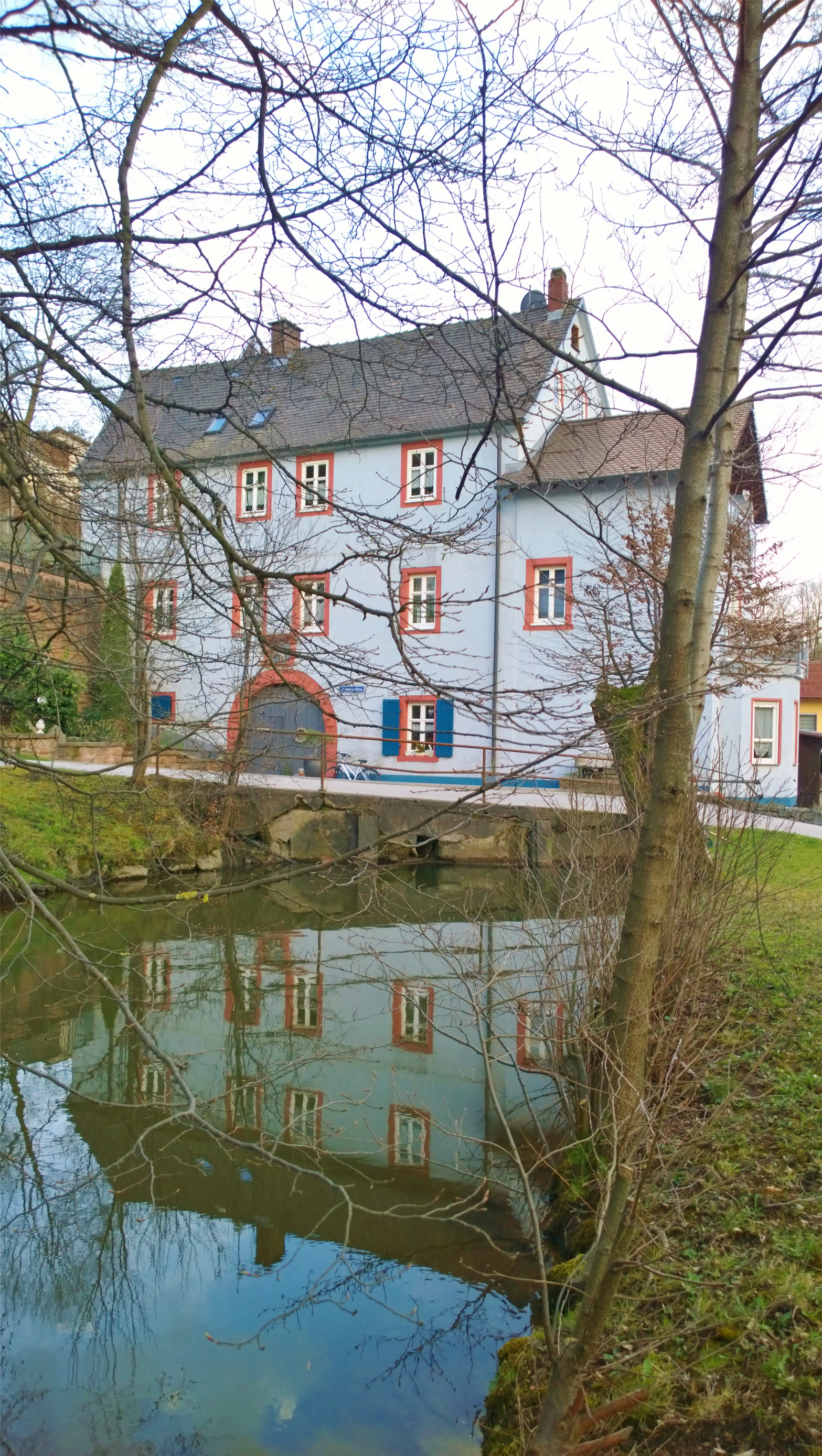
Das Hammerschlösschen mit Tor und Bachzulauf aus Richtung Nordwesten

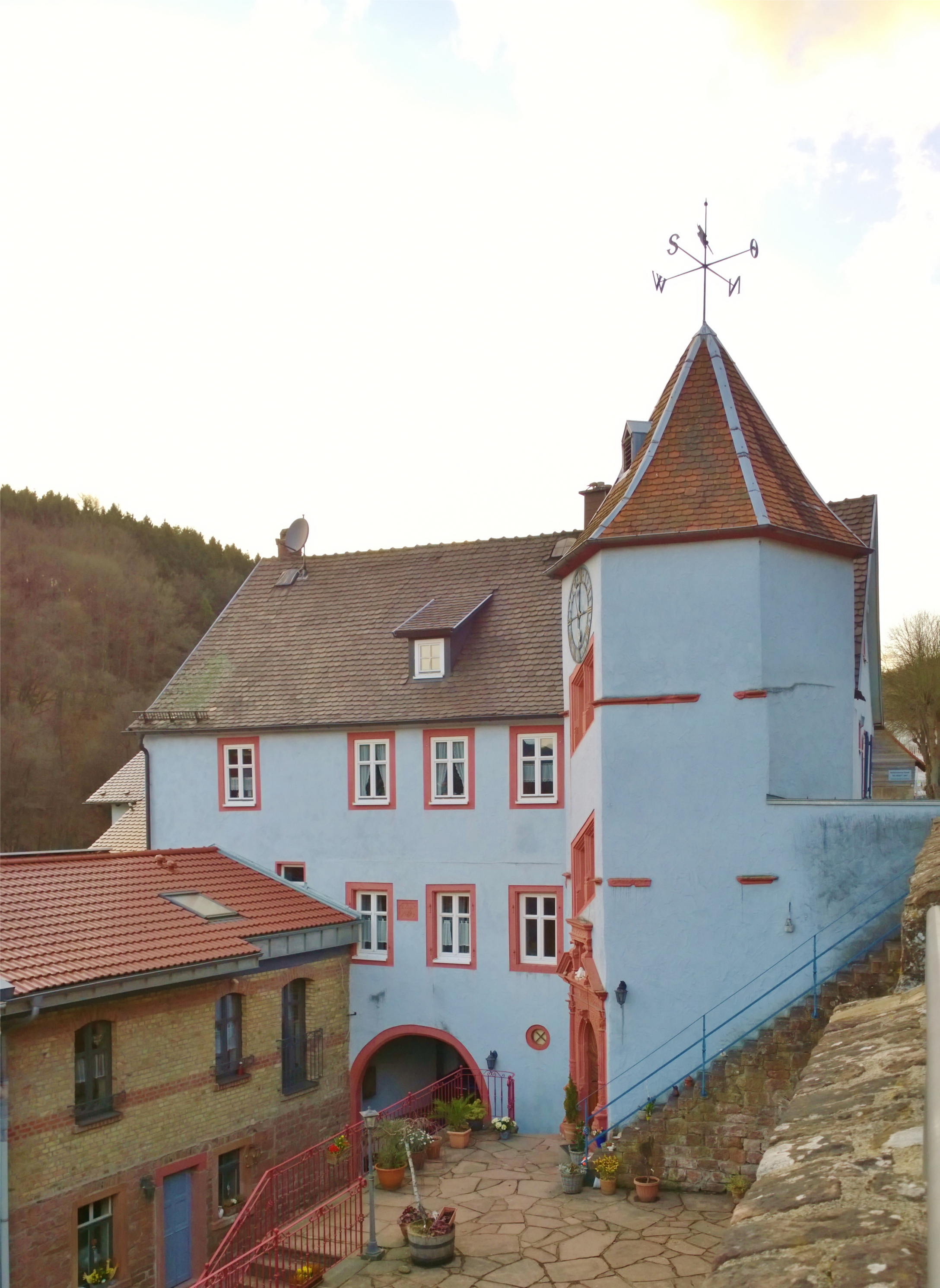
Südseite: Straßenblick auf Innenhof und Treppenturm

Das Hammerschlösschen ist ein kleines Schloss am Ulfenbach am östlichen Ortsrand von Wald-Michelbach (Neckarstraße 29) im Landkreis Bergstraße in Hessen. Zusammengefasst mit dem ehemaligen Betrieb wird es auch als Eisenhammer Wald-Michelbach bezeichnet.

## Geschichte
Das Schloss wurde um 1600 für Johann Caton als Herrenhaus zum industriellen Eisenhammer erbaut.
1565 bis in die Mitte des 19. Jahrhunderts existierte hier der von Hans Caton, Vater des Schlosserbauers, auf Grundlage einer Urkunde von Kurfürst Friedrich III. erbaute und betriebene Eisenhammer, Wald-Michelbacher Hammer oder Huy’scher Hammer genannt.
Sein Vater hatte durch das Hammerwerk und das Kupferbergwerk bei Reichenbach (Lautertal) bereits größeren Besitz, den Johann Caton 1606 mit dem Kupferbergwerk
bei Gorxheim, 1611 als Besitzer der Weschnitzer Eisenerzgruben und spätestens ab 1613 als Herr über Hütte und Hammer in Wald-Michelbach, als Besitzer der Eisenhütte von Stromberg im Hunsrück und ab 1619 als Herr der Audenschmiede bei Weilmünster mit großem Erfolg abrundete und sich ein kleines Imperium in der früh neuzeitlichen Eisenindustrie aufbaute. Johann Caton starb kinderlos 1623.
Nach dem Ende des Dreißigjährigen Krieges wanderte die Familie Ensinger aus der Grafschaft Rappoltstein im Elsass in den Odenwald ein und bestimmte für fast 50 Jahre die Geschicke der Odenwälder Eisenindustrie. 1657 wurde Conrad Ensinger Besitzer des kurpfälzischen, durch den Krieg völlig ruinierten und verfallenen Eisenhammers in Wald-Michelbach. Es ist anzunehmen, dass er den kleinen Schlossbau mitkaufte. 1678 übernahm seine Witwe Katharina Ensinger den Besitz. In der Nachfolge führte zunächst die Tochter Eva Maria Ensinger, später ihr Vetter Johann Ezechiel Haffner, 1685 urkundlich den Wald-Michelbacher Hammer im Besitz. Haffner wird 1699 letztmals erwähnt.
1727 wurde der Eisenhammer an den aus Mannheim stammenden Kaufmann Johann Heinrich Weyl, der ihn aber nach zwölf Jahren wegen Überschuldung seinem Gläubiger Baud zur Nutzung überlassen musste. Nach dem Tod Johann Heinrich Weyls 1747 folgte ein 23-jähriger Rechtsstreit zwischen seinen Nachkommen und denen seines Gläubigers Baud, der erst 1770 mit einem Vergleich beendet werden konnte. Die Töchter Weyls verkauften den Eisenhammer letztendlich 1776 an Adam Schmitt und seinen Sohn, die ihn ihrerseits nur drei Jahre später an Johann Wolfgang Renner weiterverkauften. Er ließ den Betrieb für die hohe Summe von 12.000 Gulden erneuern und führte ihn sehr ertragreich. Nach Angaben wurde das neue Wohnhaus 1779 beim Hammer errichtet, aber vermutlich nur ausgebaut. Dessen Sohn führte den Betrieb weiter, danach ein Baron von Riedheim und ab 1853 ein Christian Huy, woher der Eisenhammer auch seinen weiteren Beinamen hat.
Der Eisenhammer wird ab 1865 in eine Mahlmühle umgebaut.

## Baubeschreibung
Der schmale Schlosshof des Hammerschlosses wird über eine rundbogige Toreinfahrt mit Löwen und Balustern durch den rechteckigen zweigeschossigen und wegen der Hanglage abgesetzten Hauptbau erreicht. Hofseitig ist ein sechseckiger Treppenturm mit Renaissanceportal und zweifachen, dem Treppenverlauf folgenden schrägen Zwillingsfenstern angebaut. Er besitzt einen rundbogigen Eingang, umfasst von einer rechteckigen Rahmung mit beidseitig stehenden kannelierten Halbsäulen auf hohen Sockeln mit Löwenköpfen. Die Flächen sind mit Beschlagwerksornamentik gefüllt. Dem gesprengten Dreiecksgiebel ist eine rechteckige Ädikula eingestellt. An der Südfront des Schlosses befindet sich zwischen den Fenstern über der Tordurchfahrt ein Wappenmotiv mit den Initialen IWR und der Jahreszahl 1779. Die Wappentafel ist dem früheren Besitzer Johann Wolfgang Renner zuzuordnen. Neben dem Treppenturm ist am Hauptbau ein Neidkopf angebracht.
Heute wird das Schloss von einer privaten Trägerschaft unterhalten und kann nur von außen besichtigt werden.

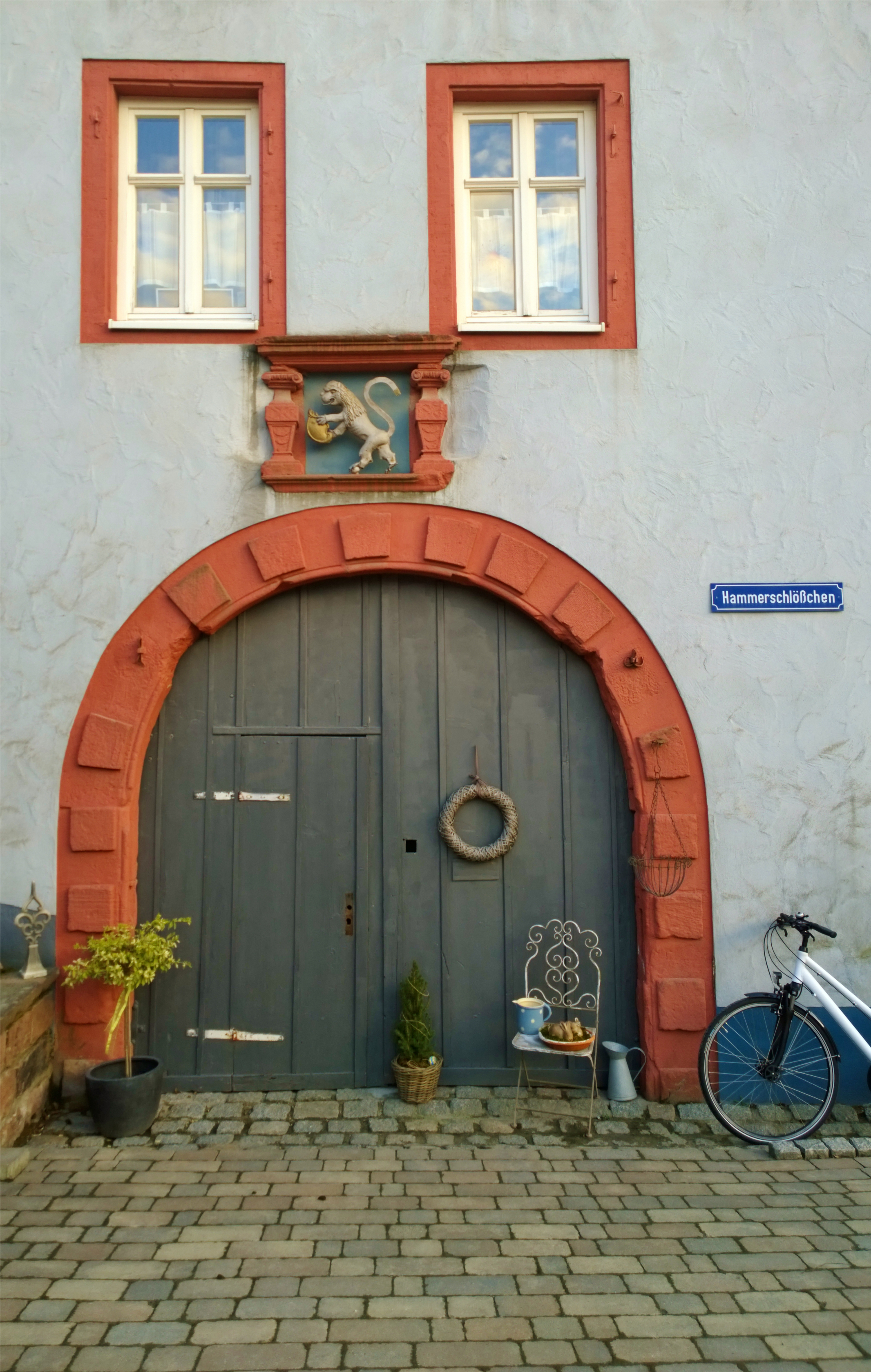
Tordurchfahrt mit Löwenwappen
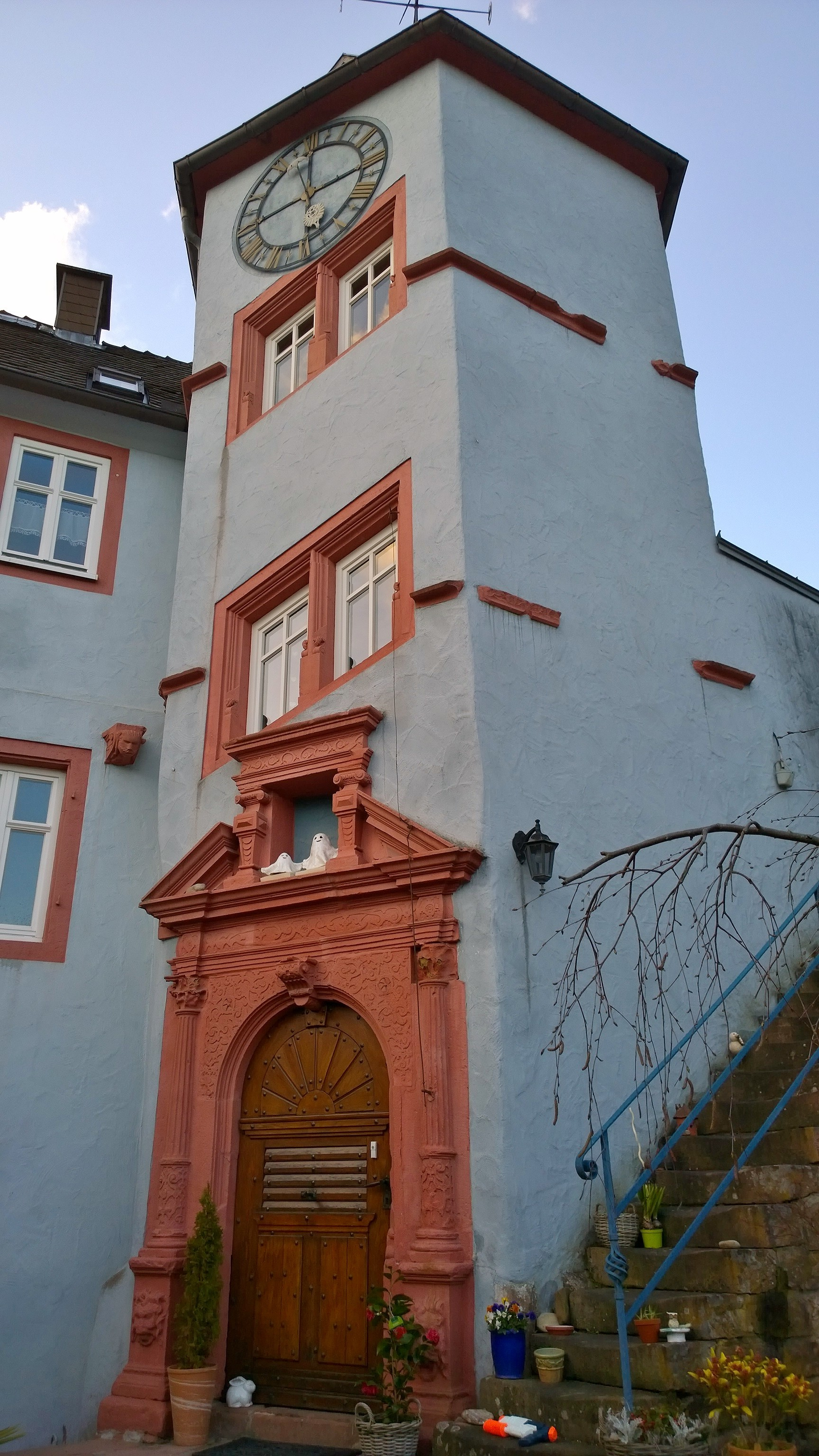
Der Treppenturm
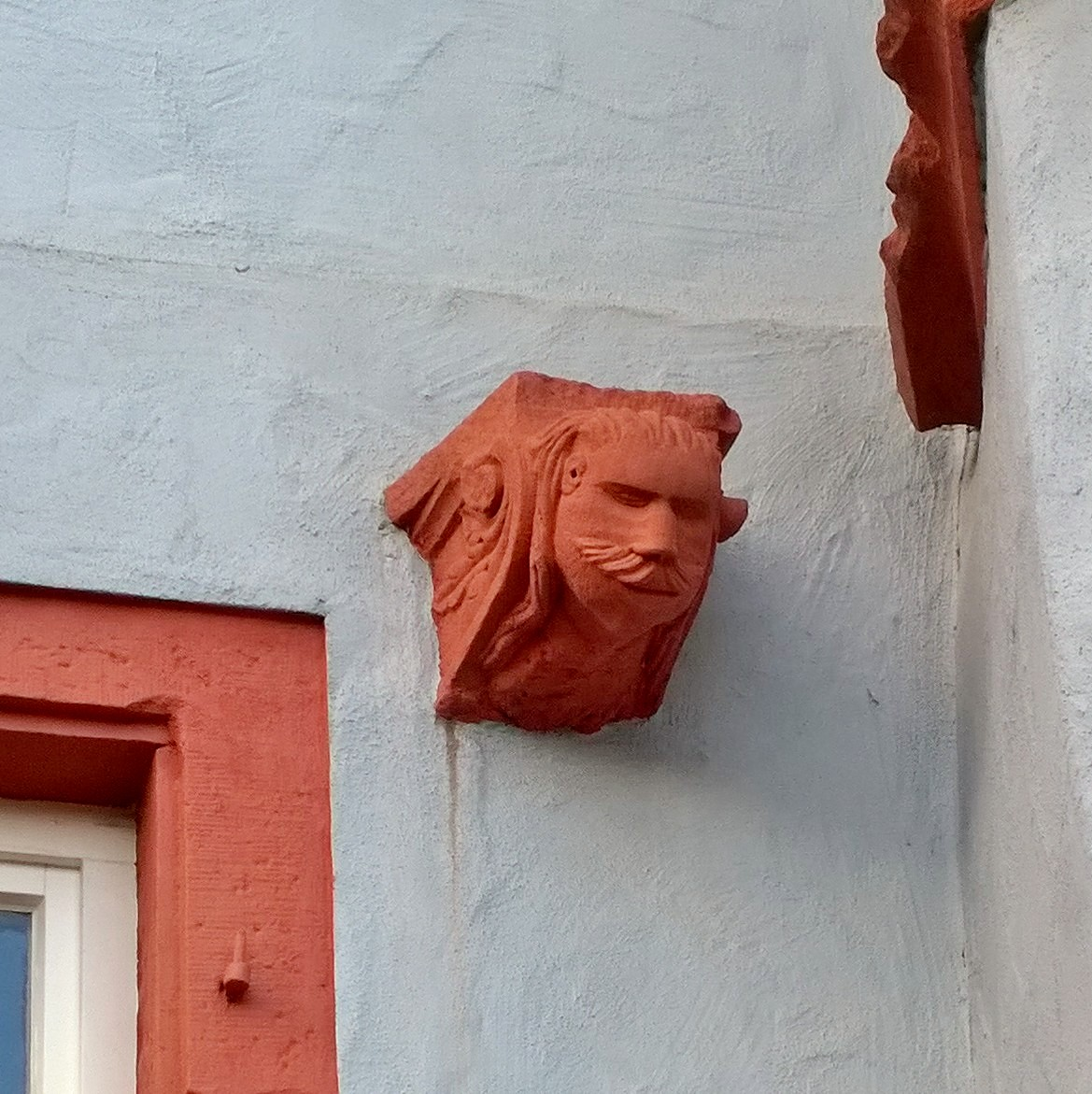
Neidkopf
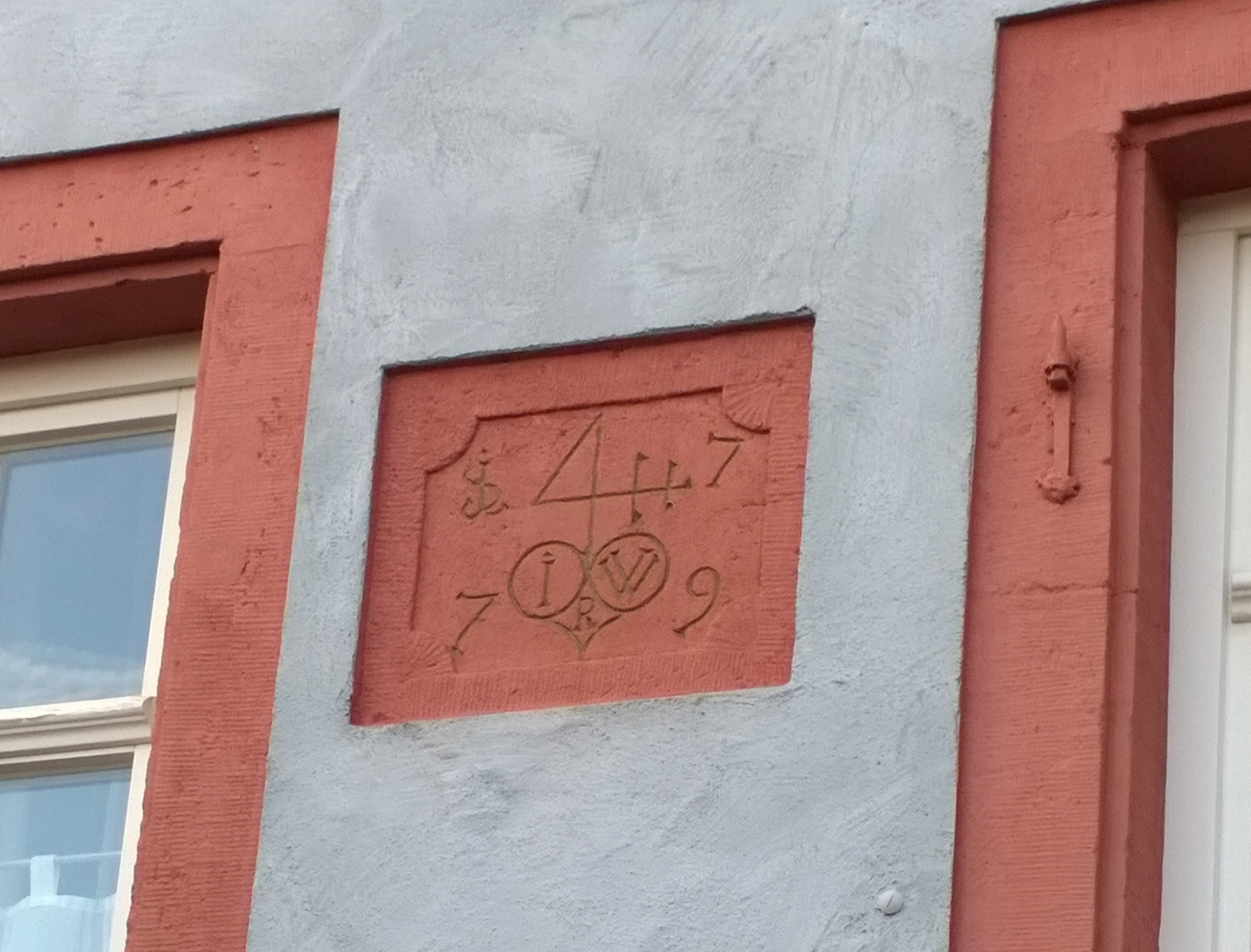
Wappen
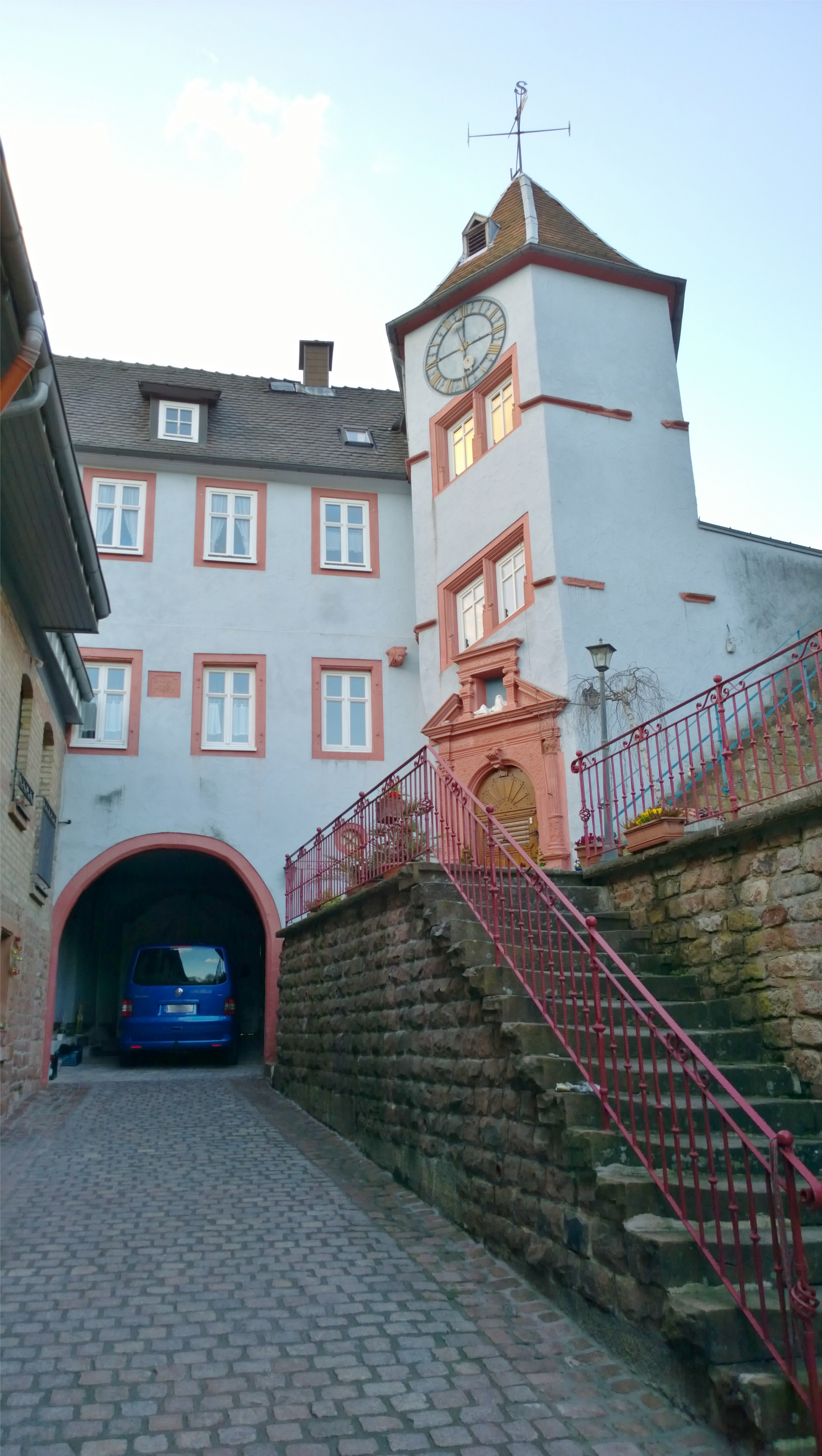
Blick vom schmalen terrassierten Schlosshof

Von Carl Theodor Reiffenstein (1820–1893), einem romantischen Architektur- und Landschaftsmaler, existiert eine Bleistiftzeichnung auf Papier von 1850 vom Hammerschlösschen, das sich heute in der Grafischen Sammlung im Frankfurter Städel Museum befindet.